# Vrsi
Vrsi su općina u Hrvatskoj.

## Zemljopis
Vrsi su smještene na krajnjem sjeverozapadnom dijelu sjeverne Dalmacije, posred jednoga od središnjih poluotočića kojima završava kopneni dio Dalmacije prema Pagu, oko 5 km sjeveroistočno od grada Nina.

Vrsi su ponajprije dobile ime prema svom smještaju, na vrhu, pa odatle naziv Vrsi, što je množina od vrh, umjesto Vrhovi. Stanovnik Vrsi je Vršanac, a stanovnica je Vršanka.

## Stanovništvo
Broj stanovnika prema popisu stanovništva iz 2011. godine je 2.053.
| broj stanovnika | 781   | 797   | 942   | 1031  | 1149  | 1408  | 1730  | 1753  | 2398  | 2536  | 2561  | 2605  | 2246  | 2772  | 2453  | 2053  | 2045  |
|                 | 1857. | 1869. | 1880. | 1890. | 1900. | 1910. | 1921. | 1931. | 1948. | 1953. | 1961. | 1971. | 1981. | 1991. | 2001. | 2011. | 2021. |

| broj stanovnika | 440   | 414   | 547   | 559   | 623   | 790   | 960   | 985   | 1381  | 1471  | 1479  | 1422  | 1249  | 1633  | 1508  | 1627  | 1613  |
|                 | 1857. | 1869. | 1880. | 1890. | 1900. | 1910. | 1921. | 1931. | 1948. | 1953. | 1961. | 1971. | 1981. | 1991. | 2001. | 2011. | 2021. |

## Povijest
Selo Vrsi osnovano je u srednjem vijeku i u pisanim se izvorima spominje od god. 1387., zatim od godine 1488. i kasnije, ali je porušeno i opustjelo u mletačko-turskim ratovima u 16. i 17. stoljeću. Nakon povlačenja Turaka selo je obnovljeno na današnjem položaju. Od 2006. godine Vrsi su općina, u čijem sastavu su i naselje Poljica.

## Uprava
Načelnik općine Vrsi je Luka Perinić (Nez.) 

## Gospodarstvo
U Vrsima je dobro razvijena djelatnost turizma.

## Spomenici i znamenitosti
Crkva sv. Mihovila

## Obrazovanje
- Osnovna škola Petar Zoranić
- Predškolski odgoj: Dječji vrtić "Vrška vila"

## Kultura
- KUD Sveti Mihovil osnovan je 21. travnja 2005. godine i sastoji se od folklorne, glazbene i literarne sekcije, grupe za mornarske igre te sekcije za narodne običaje, sakupljanje i čuvanje starih predmeta. KUD prestaje s radom 2014. godine.

KUD "Sveti Lovre"

## Šport
- MNK Vrsi
- Boćarski klub Vrsi
- SRD Vrsi
- SRK Zukve
- MNK Jadran Vrsi

## Vanjske poveznice
- Općina Vrsi

|  | Portal Hrvatske – Pristup člancima s tematikom o Hrvatskoj. |